# Вальс-д-Алькой
Вальс-д-Алько́й (кат. Valls d'Alcoi)  — район (комарка) в Испании, входит в провинцию Аликанте в составе автономного сообщества Валенсия.

## Муниципалитеты
| Муниципалитет | Население | Площадь км² | Плотность населения чел./км² |
| ------------- | --------- | ----------- | ---------------------------- |
| Алькой        | 60.590    | 129,86      | 466,57                       |
| Баньерес      | 7.237     | 50,28       | 149,93                       |
| Пенагила      | 334       | 49,92       | 6,69                         |
| Бенифальим    | 127       | 13,70       | 9,27                         |